# Apeadeiro de Pereira
O apeadeiro de Pereira, igualmente conhecido como de Pereira do Campo, é uma interface da Linha do Norte, que serve a localidade de Pereira, no Concelho de Montemor-o-Velho, em Portugal.

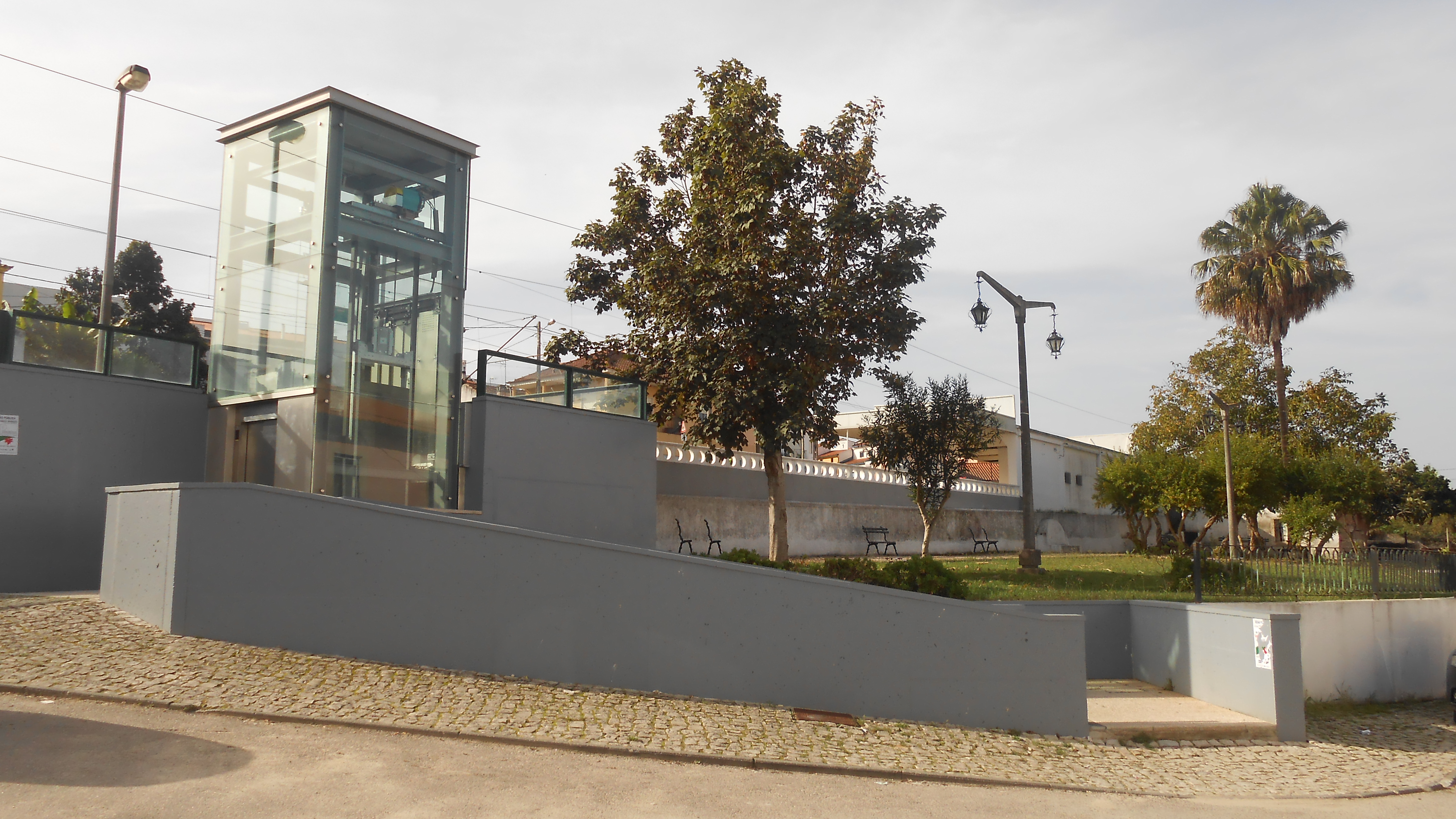
Vista do exterior, lado norte, em 2016.

## Descrição

### Localização e acessos
Esta gare tem acesso pela Rua do Tojal (= EN341), junto à localidade de Pereira, a pouco mais de meio quilómetro, para oés-noroeste, da praia fluvial sinónima.

### Infraestrutura
Como apeadeiro numa linha de via dupla, esta interface apresenta-se nas duas vias de circulação (I e II) cada uma acessível por plataforma — ambas com de 85 m de comprimento e 685 mm de altura.

### Serviços
Em dados de 2023, esta interface é servida por comboios de passageiros da C.P. de tipo suburbano, com quinze circulações diárias em cada sentido, entre Coimbra e Figueira da Foz, e de tipo regional, com onze circulações diárias no sentido Coimbra-Figueira e doze no sentido inverso.

## História
Este apeadeiro situa-se no troço da Linha do Norte entre as estações de Soure e Taveiro, que entrou ao serviço em 7 de Julho de 1864.